# 齊大勇
齐大勇（1704年—1769年)，字養浩，號鳳巖，直隶昌黎县（今河北昌黎）人。清朝武状元。
早年鄉試不中，棄文從武。雍正七年（1729年）中武舉人。雍正八年（1730年）庚戌武科，齐大勇连中会元、状元。授頭等侍衛。歷官山西撫標中軍參將。乾隆七年（1742年），任沅州协副将。乾隆十二年（1747年），任京口中营副将，升襄阳镇总兵。再调陕西陕安镇总兵。
乾隆十四年（1749年），出任湖广提督。乾隆十六年（1751年），任甘肃总兵，调甘肃提督。七月，任陕西固原提督。二十二年（1757年），再任湖广提督。兩年後，以在固原任内保举不称，削职，以参将衔发巴里坤效力。乾隆二十九年（1764年）选授南河南營參將。乾隆三十三年（1768年）母喪，哀毀得疾，次年三月十四日未时卒。
齊大勇文武雙全，好書法。時人稱其“学雅歌投壶，有古名将风”。